# Wilhelm Genth (Jurist)

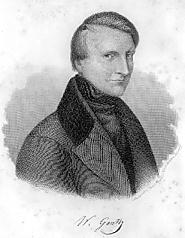
Wilhelm Genth

Wilhelm Genth (* 6. März 1803 in Kirburg (Herzogtum Nassau); † 16. Juli 1844 in Soden) war ein deutscher Jurist und Gelegenheitsschriftsteller.

## Leben
Nach seinem Studium in Bonn und Heidelberg wirkte Genth ab 1824 als Amtsaccessist in Montabaur und 1834 als Amtssekretär und Inquirent am Kriminalgericht in Wiesbaden. 1841 wurde er Kriminalrichter in Wiesbaden. Während einer Kriminaluntersuchung in Soden starb Genth 1844 an einem Schlaganfall.
Neben seiner Tätigkeit als Kriminalbeamter und Richter veröffentlichte Genth sporadisch Gedichte und Erzählungen, die in Zeitschriften und Almanachen veröffentlicht wurden. Postum wurde durch Freunde eine Gesamtausgabe der Dichtungen realisiert. 
In der Literaturgeschichte ist Genth heute nur noch durch das Gedicht seines Freundes August von Platen An Wilhelm Genth von 1834 bekannt.

## Werke
- Dichtungen, Siegen und Wiesbaden 1845